# The Apprentice : Qui décrochera le job ?
Pour les articles homonymes, voir The Apprentice.
The Apprentice : qui décrochera le job ? est une émission française de télé-réalité organisée par Bruno Bonnell, créée par Mark Burnett et diffusée sur M6 dont quatorze candidats mixtes préalablement sélectionnés doivent être à la hauteur des attentes d'un patron, là Bruno Bonnell, pour tenter d'obtenir un poste de Directeur du Développement Commercial en CDI au sein d’une de ses sociétés françaises.
C'est la version française de The Apprentice, dont le format original provient des États-Unis. 
Le 17 septembre 2015, la chaîne annonce la déprogrammation de l'émission, faute d'audience ; les épisodes restants sont néanmoins visualisables sur 6play.

## Autour de l'émission
C'est le 14 avril 2015 qu'est dévoilé le nom du patron qui prendra part au programme. Il s'agit de Bruno Bonnell. On apprend, par la même occasion, que Bernard Tapie, Alain Afflelou ou encore Franck Provost étaient envisagés pour incarner le programme.
Bruno Bonnell est un entrepreneur français, cofondateur de la société Infogrames et ancien président des sociétés Infogrames puis Atari. Dans cette émission, il reprend le rôle tenu par Lord Alan Sugar ou encore Donald Trump dans les versions britannique et américaine. 
D'ailleurs, l'émission américaine profite à la mi-2015 d'une médiatisation inédite en France dans la mesure où l'animateur star de la version américaine, qui quitta la présentation, Donald Trump, futur président américain, dominait dans les sondages, à la surprise générale, la primaire républicaine pour l'élection de l'année suivante grâce à sa campagne décrite comme atypique et controversée, surtout dans le franc-parler,,.
Le 18 août 2015, dans un communiqué de la chaîne, il est annoncé que c'est à partir du 9 septembre 2015 que l'émission sera diffusée. Il y aura 14 candidats.

## Principe
On y suit Bruno Bonnell dans sa quête d'un nouveau collaborateur. Pour ce faire, des candidats mixtes (divisés en deux groupes comprenant chacun 7 membres de même sexe) doivent passer un certain nombre d'épreuves quelconques et d'entretiens pour espérer décrocher un poste lucratif dans l'une de ses sociétés.
Durant chaque soirée, Bruno Bonnell propose aux candidats deux cas pratiques, afin de les évaluer sur des aspects clés du monde du travail : la négociation, le travail d'équipe et la créativité.
Mais certains défis seront bien éloignés de la robotique. En effet, pour voir comment les candidats gèrent le stress, ils auront par exemple à créer une marque de biscuits ou encore à tenir une poissonnerie.

## Jury
- Bruno Bonnell, 56 ans
- Nathalie Cayuela, 49 ans, responsable stratégie, mécénat et communication, conseiller de confiance de Bruno Bonnell
- Salim Azouzi, 48 ans, directeur des Grands Comptes, conseiller de confiance de Bruno Bonnell

## Candidats
| Candidat  | Vrai nom          | Occupation                                         | Ville                    | Âge    | Résultat                   |
| --------- | ----------------- | -------------------------------------------------- | ------------------------ | ------ | -------------------------- |
| Séverine  | Séverine Verdot   | Consultante                                        | Paris                    | 33 ans | Gagnante 12e cas pratique  |
| Alexandre | Alexandre Woog    | Cofondateur de l'entreprise E-loue.                | Paris                    | 31 ans | Finaliste 12e cas pratique |
| Rémy      | Rémy Bargas       | Manager en restauration                            | Genève                   | 30 ans | Éliminé 11e cas pratique   |
| Sébastien | Sébastien Joly    | Responsable marketing opérationnel et partenariats | Paris                    | 29 ans | Éliminé 11e cas pratique   |
| Caroline  | Caroline Pigassou | Fondatrice de la société de cosmétiques Modologie. | Miami                    | 30 ans | Éliminée 10e cas pratique  |
| Dan       | Dan Betscoun      | Commercial                                         | Le Coudray-Montceaux     | 37 ans | Éliminé 9e cas pratique    |
| Nadia     | Nadia Deraoui     | Technico-commerciale                               | Paris                    | 27 ans | Éliminée 8e cas pratique   |
| Mériem    | Mériem Sarolie    | Chef de l'entreprise Argoubi Mériem.               | Paris                    | 21 ans | Éliminée 7e cas pratique   |
| Vinh      | Vinh Ly           | Ingénieur aéronautique                             | Toulouse                 | 32 ans | Éliminé 6e cas pratique    |
| Massimo   | Massimo Moretti   | Créateur d'entreprise[Laquelle ?]                  | Lyon                     | 20 ans | Éliminé 5e cas pratique    |
| Natacha   | Natacha Sinsek    | Chef d'entreprise[Laquelle ?]                      | Paris                    | 30 ans | Éliminée 4e cas pratique   |
| Thiphaine | Tiphaine Lacombe  | Digital marketing consultant                       | Sainte-Maxime            | 26 ans | Éliminée 3e cas pratique   |
| Jean      | Jean Eyoum        | Jeune diplômé                                      | Villeneuve-Saint-Georges | 23 ans | Éliminé 2e cas pratique    |
| Céline    | Céline Harrois    | Directrice de développement de sociétés de conseil | Nanterre                 | 39 ans | Éliminée 1er cas pratique  |

Tableau d'élimination
| Candidats | Cas Pratique | Cas Pratique | Cas Pratique | Cas Pratique | Cas Pratique | Cas Pratique | Cas Pratique | Cas Pratique | Cas Pratique | Cas Pratique | Cas Pratique | Cas Pratique |
| Candidats | 1            | 2            | 3            | 4            | 5            | 6            | 7            | 8            | 9            | 10           | 11           | 12           |
| --------- | ------------ | ------------ | ------------ | ------------ | ------------ | ------------ | ------------ | ------------ | ------------ | ------------ | ------------ | ------------ |
| Séverine  |              |              |              |              |              |              |              |              |              |              |              |              |
| Alexandre |              |              |              |              |              |              |              |              |              |              |              |              |
| Rémy      |              |              |              |              |              |              |              |              |              |              |              |              |
| Sébastien |              |              |              |              |              |              |              |              |              |              |              |              |
| Caroline  |              |              |              |              |              |              |              |              |              |              |              |              |
| Dan       |              |              |              |              |              |              |              |              |              |              |              |              |
| Nadia     |              |              |              |              |              |              |              |              |              |              |              |              |
| Mériem    |              |              |              |              |              |              |              |              |              |              |              |              |
| Vinh      |              |              |              |              |              |              |              |              |              |              |              |              |
| Massimo   |              |              |              |              |              |              |              |              |              |              |              |              |
| Natacha   |              |              |              |              |              |              |              |              |              |              |              |              |
| Tiphaine  |              |              |              |              |              |              |              |              |              |              |              |              |
| Jean      |              |              |              |              |              |              |              |              |              |              |              |              |
| Céline    |              |              |              |              |              |              |              |              |              |              |              |              |

 Le candidat fait partie de l'équipe perdante.
 Le candidat gagne le cas pratique.
 Le candidat perd le cas pratique.
 Le candidat fait partie des convoqués dans le bureau.
 Le candidat n'est pas prêt (viré).
 Le candidat perd le cas pratique et n'est pas prêt.
 Le candidat remporte le jeu et décroche le contrat.
Equipe
Au début de certaine émissions, Bruno Bonnell change les équipes
| Candidats | Cas Pratique | Cas Pratique | Cas Pratique | Cas Pratique | Cas Pratique | Cas Pratique | Cas Pratique | Cas Pratique | Cas Pratique | Cas Pratique | Cas Pratique | Cas Pratique |
| Candidats | 1            | 2            | 3            | 4            | 5            | 6            | 7            | 8            | 9            | 10           | 11           | 12           |
| --------- | ------------ | ------------ | ------------ | ------------ | ------------ | ------------ | ------------ | ------------ | ------------ | ------------ | ------------ | ------------ |
| Alexandre |              |              |              |              |              |              |              |              |              |              | /            |              |
| Séverine  |              |              |              |              |              |              |              |              |              |              | /            |              |
| Rémy      |              |              |              |              |              |              |              |              |              |              | /            |              |
| Sébastien |              |              |              |              |              |              |              |              |              |              | /            |              |
| Caroline  |              |              |              |              |              |              |              |              |              |              |              |              |
| Dan       |              |              |              |              |              |              |              |              |              |              |              |              |
| Nadia     |              |              |              |              |              |              |              |              |              |              |              |              |
| Mériem    |              |              |              |              |              |              |              |              |              |              |              |              |
| Vinh      |              |              |              |              |              |              |              |              |              |              |              |              |
| Massimo   |              |              |              |              |              |              |              |              |              |              |              |              |
| Natacha   |              |              |              |              |              |              |              |              |              |              |              |              |
| Tiphaine  |              |              |              |              |              |              |              |              |              |              |              |              |
| Jean      |              |              |              |              |              |              |              |              |              |              |              |              |
| Céline    |              |              |              |              |              |              |              |              |              |              |              |              |

 Le candidat fait partie de l'équipe bleu
 Le candidat fait partie de l'équipe rouge
/ Dans ce cas pratique il n'y a pas d'équipes

## Audiences
Seulement 2 épisodes de The Apprentice : qui décrochera le job ? ont été diffusés en prime-time (20:55). Faute d'audience, l'émission a été déprogrammé.
|                   | Nbre de Téléspectateurs | % PdA |
| ----------------- | ----------------------- | ----- |
| 9 septembre 2015  | 1 026 000               | 4.6 % |
| 16 septembre 2015 | 897 000                 | 3.7 % |